# غاري شوارتز (مؤرخ الفن)
غاري شوارتز (بالإنجليزية: Gary Schwartz)‏ هو مؤرخ الفن أمريكي، ولد في 1940 في بروكلين في الولايات المتحدة.